# 25e cérémonie des Hong Kong Film Awards
La 25e cérémonie des Hong Kong Film Awards a eu lieu le 8 avril 2006.
Le film Election de Johnnie To est récompensé de quatre prix (meilleur film, meilleur réalisateur, meilleur scénario et meilleur acteur pour Tony Leung Ka-fai) alors que le film Perhaps Love de Peter Chan est récompensé de six prix,.

## Meilleur film
- Election de Johnnie To
  - Seven Swords de Tsui Hark
  - Perhaps Love de Peter Chan
  - The Myth de Stanley Tong
  - Initial D de Andrew Lau et Alan Mak

## Meilleur réalisateur
- Johnnie To, pour Election
  - Tsui Hark (Seven Swords)
  - Peter Chan (Perhaps Love)
  - Derek Yee (2 Young)
  - Andrew Lau & Alan Mak (Initial D)

## Meilleur acteur
- Tony Leung Ka-fai, pour Election
  - Aaron Kwok (Divergence)
  - Tony Leung Ka-fai (Everlasting Regret)
  - Andy Lau (Wait 'Til You're Older)
  - Simon Yam (Election)

## Meilleure actrice
- Zhou Xun, pour Perhaps Love
  - Karena Lam (Home Sweet Home)
  - Sammi Cheng (Everlasting Regret)
  - Sylvia Chang (Rice Rhapsody)
  - Karen Mok (Wait 'Til You're Older)

## Meilleur second rôle masculin
- Anthony Wong, pour Initial D
  - Alex Fong (Drink·Drank·Drunk)
  - Hu Jun (Everlasting Regret)
  - Liu Kai-chi (SPL : Sha po lang)
  - Wong Tin Lam (Election)

## Meilleur second rôle féminin
- Teresa Mo Sun-Kwan, pour 2 Young
  - Karena Lam Ka-Yan (Ah Sou)
  - Maggie Siu Mei-Kei (Election)
  - Su Yan (Everlasting Regret)
  - Zhang Jingchu (Seven Swords)

## Meilleur scénario
- Yau Nai-hoi & Yip Tin Shing, pour Election
  - Aubrey Lam & Raymond To (Perhaps Love)
  - Derek Yee & Chun Tin Nam (2 Young)
  - James Yuen, Jessica Fong & Lo Yiu Fai (Crazy N' The City)
  - Cheung Chi Kwong & Susan Chan (Wait 'Til You're Older)

## Meilleur nouvel espoir
- Jay Chou, pour Initial D
  - Fiona Sit Hoi-Kei (2 Young)
  - Annie Liu (Ah Sou)
  - Isabella Leong (Bug Me Not!)
  - Michelle Ye (Moonlight in Tokyo)

## Meilleure photographie
- Peter Pau, pour Perhaps Love
  - Venus Keung Kwok Man (Seven Swords)
  - Peter Pau (Wu ji, la légende des cavaliers du vent)
  - Cheng Siu-keung (Election)
  - Andrew Lau Wai Keung, Lai Yiu Fai & Ng Man Ching (Initial D)

## Meilleur montage
- Yau Chi Wai, pour Divergence
  - Patrick Tam Kar-ming (Election)
  - Wong Hoi (Initial D)
  - Angie Lam (Seven Swords)
  - Wenders Li & Kong Chi Leung (Perhaps Love)

## Meilleure direction artistique
- Hai Chung-Man & Peter Wong Bing-Yiu, pour Perhaps Love
  - Bill Lui Cho-Hung (A Chinese Tall Story)
  - William Cheung Suk-Ping (Everlasting Regret)
  - Timmy Yip (Wu ji, la légende des cavaliers du vent)
  - Eddy Wong (Seven Swords)

## Meilleurs costumes et maquillages
- Hai Chung-Man & Dora Ng Lei-Lo, pour Perhaps Love
  - William Cheung Suk-Ping, Bruce Yu Ka-On & Lee Pik-Kwan (A Chinese Tall Story)
  - William Cheung Suk-Ping (Everlasting Regret)
  - Timmy Yip & Kimiya Masago (Wu ji, la légende des cavaliers du vent)
  - Poon Wing-Yan & Shirley Chan Koo-Fong (Seven Swords)

## Meilleure chorégraphie d'action
- Donnie Yen, pour SPL : Sha po lang
  - Li Chung-Chi (Divergence)
  - Yuen Woo-ping, Yuen Shun-Yi & Ku Huen-Chiu (House of Fury)
  - Jackie Chan, Stanley Tong Kwai-Lai & Richard Hung (The Myth)
  - Liu Chia-liang, Stephen Tung Wai & Xiong Xin-xin (Seven Swords)

## Meilleure musique
- Peter Kam Pui-Tat & Leon Ko, pour Perhaps Love
  - Joe Hisaishi (A Chinese Tall Story)
  - Kenji Kawai (Seven Swords)
  - Lo Tayu (Election)
  - Chan Kwong-Wing (Initial D)

## Meilleure chanson
- "Perhaps Love" de Perhaps Love ; Musique : Peter Kam Pui-Tat ; Paroles : Yiu Him ; Interprétation : Jacky Cheung Hok-Yau
  - "Thugs" de Dragon Reloaded ; Musique : Joe Lei ; Paroles : Joe Lei ; Interprétation : Ronald Cheng Chung-Kei
  - "Drifting" de Initial D ; Musique : Jay Chou ; Paroles : Fang Wenshan ; Interprétation : Jay Chou
  - "Endless Love" de The Myth ; Musique : Choi Jun-Young ; Paroles : Choi Jun-Young & Wang Zhong-Yan ; Interprétation : Jackie Chan & Kim Hee-sun
  - "Won't Do It Again" de Wait 'Til You're Older ; Musique : Peter Kam Pui-Tak ; Paroles : Andy Lau Tak-Wah ; Interprétation : Andy Lau Tak-Wah

## Meilleur son
- Kinson Tsang King-Cheungn pour Initial D
  - Kinson Tsang King-Cheung (A Chinese Tall Story)
  - Kinson Tsang King-Cheung (Perhaps Love)
  - Wang Danrong, Roger Savage (Wu ji, la légende des cavaliers du vent)
  - Steve Burgess & Ho Wai (Seven Swords)

## Meilleurs effets visuels
- Victor Wong Hon-Tat, Eddy Wong Won-Hin & Bryan Cheung, pour Initial D
  - Victor Wong Hon-Tat & Eddy Wong Won-Hin (A Chinese Tall Story)
  - Wendy Choi & David Tso (The Myth)
  - Frankie Chung Chi-Hung, Don Ma Wing-On, Cecil Cheng Man-Ching & Tam Kai-Kwun (Wu ji, la légende des cavaliers du vent)
  - Peter Webb (Seven Swords)

## Meilleur nouveau réalisateur
- Kenneth Bi, pour Rice Rhapsody
  - Matthew Tang Hon-Keung (b420)
  - Stephen Fung Tak-Lun (House of Fury)

## Meilleur film asiatique
- Kekexili, la patrouille sauvage, de Lu Chuan ( Chine)
  - Le Château ambulant ( Japon)
  - Three Times ( Taïwan)
  - Lady Vengeance (Chinjeolhan geumjassi) ( Corée du Sud)
  - Be With You ( Japon)